# Districtul Cherchell
Cherchell este un district din provincia Tipaza, Algeria.